# Heinrich Otto von Scheel
Heinrich Otto von Scheel (1. november 1745 i Rendsborg – 1. maj 1808 i Berlin) var en dansk officer.

## Dansk karriere
Han var søn af senere oberst i artilleriet Georg (Giord) Heinrich von Scheel (1706 København-Glykstad 1757) og Elisabeth Dorothea f. von Lützow (1716-1790), hofdame hos dronning Anna Sophie Reventlow. 1753 blev han fyrværker, 1760 stykjunker, 1762 løjtnant ved Holstenske Artillerikorps og gjorde felttoget i Mecklenburg med. Ved omorganisationen 1764 blev han premierløjtnant i Artillerikorpset og kom til København. Efter kongelig resolution rejste han i 1767 til Strassbourg, hvor han opholdt sig et år for at studere det i 1765 ved det franske artilleri indførte nye materiel. Resultatet af sine studier herover udgav han på fransk i København 1777 under titlen Memoires d'artillerie. Bogen blev anset for så god, at han efter opfordring af nogle franske artilleriofficerer besørgede en ny udgave (Paris 1795). Han blev 1772 karakteriseret, 1773 virkelig kaptajn og kompagnichef, 1776 generaladjudant. 1773 var han tillige blevet Medlem af den prøvekommission, der nedsattes for at indskyde de danske kanoner. Medens han var i denne, udarbejdede han forskellige afhandlinger over spørgsmål, der blev behandlet i denne. Disse samlede han 1781 i et manuskript, som han forærede til Artilleribiblioteket, hvor det endnu findes. Det var ligesom en afslutning på hans artilleristiske studier, idet han i 1781 havde fået kongelig tilladelse til at udgive Frederik IV's Krigshistorie, ligesom han også i flere år af Partikulærkassen fik understøttelse dertil og foretog flere rejser i Skåne, Pommern osv. for at gøre undersøgelser dertil. 1785 udkom indledningen, en militær terrænbeskrivelse: Krigens Skueplads.

## Utilfredshed med sin stilling
Scheel havde imidlertid 1778 været sendt til Preussen for at overvære et felttog ved den preussiske armé. 1779 efter freden hjemkaldtes han. 1781 blev han karakteriseret og fungerende tjenstgørende major ved artilleriet i Danmark; han forestod også minørøvelserne. 1784 blev han kammerherre, 1785 virkelig major og ansattes som sådan i Holsten, men fik tilladelse til en tid lang at forblive i København for at kunne fortsætte sine historiske arbejder. Det må være denne forsættelse til Holsten, han sigter til, når han senere beklager sig over nedsættelse ("Herabsetzung"), idet han gik ud fra, at han som den ældste major burde have været ansat i København. I de følgende år indsendte han gentagne gange ansøgning om at måtte blive forsat til København, ja endog om at få løfte om at blive der som oberstløjtnant ved det nær forestående avancement. Han fik afslag, men dispenseredes fra tjenesten for at arbejde på sit historiske værk. Under en permission til Berlin endte han så med at forlange sin afsked; sin ansøgning sendte han direkte til kronprinsen, og efter en del skriveri, da denne var misfornøjet også med tonen i hans ansøgning, blev afskeden bevilget ham i 1787, men på en del betingelser, hvoraf den ene var, at han afleverede alle sine samlinger til sit historiske værk. Dette har han gjort; en kommission udtog deraf de originale aktstykker fra arkiverne, og resten, hvoriblandt tegninger af hans bedstefader, der var generalkvartermester under Frederik IV, og nogle færdige udarbejdelser og tegninger af ham selv, fandtes længe hos Generalstaben, men er nu i Rigsarkivet.

## Karriere i Preussen
I Preussen blev han 1787 major, 1788 1. direktør for Ingeniørakademiet i Potsdam, 1790 oberstløjtnant, 1793 oberst, 1796 brigader for 2. Ingeniørbrigade og inspektør over Ingeniørakademiet, 1800 generalmajor. Efter slaget ved Jena 1806 flygtede han til Stettin og faldt ved denne bys overgivelse i fransk fangenskab. Han skal være blevet frigivet af Napoleon på æresord. Han døde i Berlin 1. maj 1808.
Scheel var 2 gange gift: 1. gang (4. august 1775) med Anna Cathrine Fortling (døbt 1. oktober 1758), datter af hofbygmester Jacob Fortling; 2. gang med Albertine Sophie Dorothea Necker (23. juni 1770 – 29. december 1831 i Potsdam); begge ægteskaberne opløstes, det sidste 1804.